# Thysanocardia melanium
Thysanocardia melanium är en stjärnmaskart som beskrevs av Popkov 1993. Thysanocardia melanium ingår i släktet Thysanocardia och familjen Golfingiidae. Inga underarter finns listade i Catalogue of Life.